# Johann Wilhelm Baur
Johann Wilhelm Baur (Straatsburg, 31 mei 1607 - Wenen, januari 1642) was een Duitse kunstenaar, gespecialiseerd in architectuurvoorstellingen en landschappen.
Baur begon zijn artistieke opleiding bij Friedrich Brentel en werd later beïnvloed door kunstenaars als Didier Barra en Jacques Callot. 
Hij was actief in verschillende Europese steden, waaronder zijn geboorteplaats Straatsburg, Rome, Napels en uiteindelijk Wenen. In Rome werkte hij voor de mecenas Paolo Giordano II Orsini en woonde samen met de schilder Karel Škréta. Zijn reizen door Italië zijn te reconstrueren aan de hand van zijn gedetailleerde tekeningen.
In 1637 verhuisde hij naar Wenen, waar hij tot aan zijn dood bleef wonen en werken. Op 13 januari 1638 trouwde hij met Anna Maria, de weduwe van goudsmid Paul Faustner.
Baur was lid van de Bentvueghels, een broederschap van Noord-Europese kunstenaars in Rome, waar hij de bijnaam "Reger" of "Reyger" kreeg. Er wordt ook gesuggereerd dat zijn bentnaam "Slach-sweert" was, aangezien De Bie die naam noemde bij Karel Škréta, maar mogelijk Baur bedoelde.
Zijn oeuvre bestaat voornamelijk uit aquarellen, gouaches, etsen, schilderijen, tekeningen en miniaturen, met een sterke nadruk op aquarel en gouache. Hoewel verschillende schilderijen aan hem worden toegeschreven, worden deze toeschrijvingen afgewezen door kunsthistorica Régine Bonnefoit. Baur is ook bekend dankzij zijn illustraties van Metamorfosen van Ovidius.
Baur staat ook bekend onder verschillende naamvarianten, zoals Joan Guiliam Bouwer.